# كريم حليم
كريم حليم (بالإندونيسية: Karim Halim)‏ هو شاعر إندونيسي، ولد في 18 ديسمبر 1918، وتوفي في 1989.